# Mychajło Pohotowko

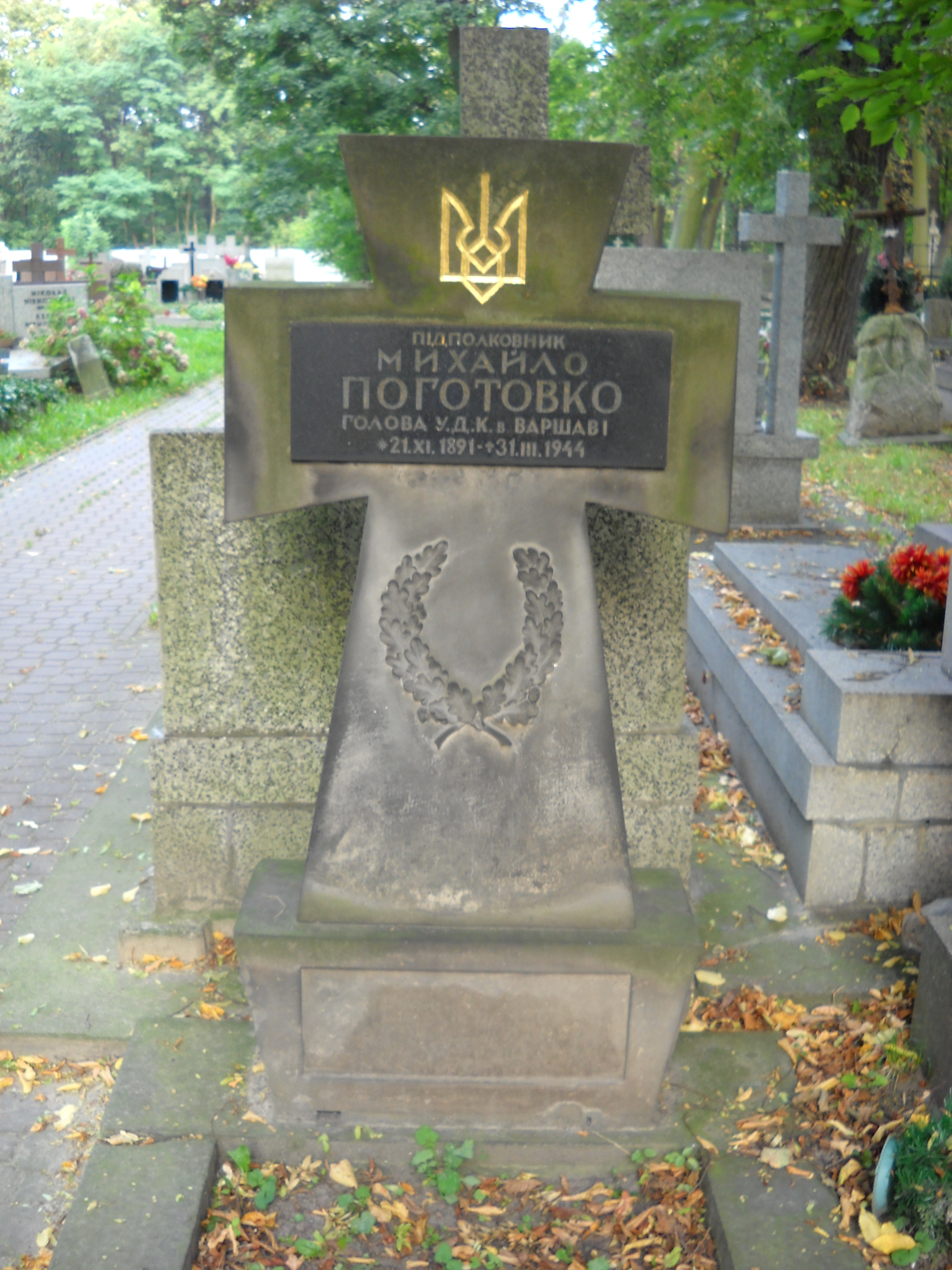
Grób Mychajły Pohotowki na cmentarzu prawosławnym na warszawskiej Woli

Mychajło Mykołajowycz Pohotowko, ukr. Михайло Миколайович Поготовко (ur. 27 października?/8 listopada 1891 we wsi Baranowo w guberni charkowskiej, zm. 31 marca 1944 w Warszawie) – rosyjski, a następnie ukraiński wojskowy (podpułkownik), szef warszawskiego oddziału Ukraińskiego Komitetu Centralnego podczas II wojny światowej.

## Życiorys
Ukończył szkołę realną w Połtawie, zaś na pocz. grudnia 1914 r. 1 szkołę wojskową w Kijowie. Brał udział w I wojnie światowej. Służył w 30 Połtawskim Pułku Piechoty, obejmując funkcję adiutanta pułkowego. Awansował do stopnia sztabskapitana. Był odznaczony wieloma medalami. W poł. grudnia 1916 r. ukończył szkołę lotników-obserwatorów w Kijowie. Został lotnikiem-obserwatorem w 8 Korpuśnym Oddziale Lotniczym. W poł. listopada 1917 r. współuczestniczył w jego ukrainizacji i przeniesieniu do Kijowa. Od poł. grudnia tego roku był lotnikiem 1 Ukraińskiego Oddziału Lotniczego Wojska Rady Centralnej, który następnie wszedł w skład Hajdamackiego Kosza Słobodzkiej Ukrainy. W poł. marca 1918 r. został lotnikiem 1 Zaporoskiego Oddziału Lotniczego. Od pocz. stycznia 1919 r. pełnił funkcję konsultanta prawnego Zarządu Lotnictwa Armii Czynnej Ukraińskiej Republiki Ludowej. W poł. lutego stanął na czele wydziału gospodarczo-finansowego, zaś pod  koniec marca tego roku wydziału ogólno-wojskowego Zarządu. W poł. lutego 1920 r. – po zwolnieniu go z wojska – przybył do Kamieńca Podolskiego. Pod koniec maja tego roku powrócił do służby wojskowej, zostając zastępcą szefa Zarządu Lotnictwa Armii Czynnej URL. Pod koniec 1920 r. wraz z pozostałymi ukraińskimi wojskowymi internowano go w Polsce. Od końca lutego 1921 r. pełnił obowiązki dowódcy kurenia szkoleniowego żandarmerii polowej Armii Czynnej URL. Doszedł do stopnia podpułkownika. W 1923 r. zamieszkał w Warszawie.
W czasie niemieckiej okupacji Polski wiosną 1940 r. stanął na czele miejscowego oddziału Centralnego Ukraińskiego Komitetu Narodowego z siedzibą w okupowanym Krakowie. Opowiadał się za formowaniem ukraińskich oddziałów wojskowych w służbie niemieckiej. Był jednym z inicjatorów utworzenia Ukraińskiego Wojska Wyzwoleńczego. Od 1943 r. był przedstawicielem Zarządu Wojskowego 14 Dywizji Grenadierów SS. Denuncjował przed Niemcami Polaków, jak też Ukraińców, którzy z nimi współpracowali (m.in. płk. Pawło Szandruka).
31 marca 1944 r. w swoim biurze w Warszawie został zabity wraz z kilkoma działaczami ukraińskimi przez partyzantów Armii Krajowej w akcji likwidacyjnej – Akcji Komitet Ukraiński.